# Belén de Nosarita
Belén de Nosarita es un distrito del cantón de Nicoya, en la provincia de Guanacaste, de Costa Rica.

## Historia
Belén de Nosarita fue creado el 17 de junio de 1994 por medio de Ley 7415.

## Geografía
Belén de Nosarita cuenta con un área de 123,07 km² y una altitud media de 153 m s. n. m.

## Demografía
Para el año 2022, Belén de Nosarita cuenta con una población estimada de 2311 habitantes, y para el último censo efectuado, en 2011, Belén de Nosarita contaba con una población de 2686 habitantes.

## Localidades
- Poblados: Arcos, Balsal, Caimitalito, Cuajiniquil, Cuesta Grande, Chumburán, Juntas, Maquenco, Minas, Miramar Sureste, Naranjal, Naranjalito, Nosarita, Platanillo, Quebrada Bonita, Santa Elena (parte), Zaragoza.

## Transporte

### Carreteras
Al distrito lo atraviesan las siguientes rutas nacionales de carretera:
- Ruta nacional 150